# Ливерпул (Њујорк)
Ливерпул (енгл. Liverpool) град је у америчкој савезној држави Њујорк.

## Демографија
По попису из 2010. године број становника је 2.347, што је 158 (-6,3%) становника мање него 2000. године.
| Група             | 2000.         | 2010.         |
| Белци             | 2.365 (94,4%) | 2.188 (93,2%) |
| Афроамериканци    | 33 (1,3%)     | 50 (2,1%)     |
| Азијати           | 32 (1,3%)     | 14 (0,6%)     |
| Хиспаноамериканци | 45 (1,8%)     | 56 (2,4%)     |
| Укупно            | 2.505         | 2.347         |